# Tipula (Yamatotipula) reversa
Tipula (Yamatotipula) reversa is een tweevleugelige uit de familie langpootmuggen (Tipulidae). De soort komt voor in het Palearctisch gebied.